# جمال إمامي
جمال الدين الإمامي الخوئي المعروف باسم جمال إمامي (1902 - 1966) سياسي ودبلوماسي إيراني في عهد ملوکي.

## حياته ومهنته
ولد 1902 في خوي وهو ابن الإمام يحيى الفقيه. بعد التعليم في مسقط رأسه غادر إلى أوروبا ودرس في بلجيكا. وبعد عودته إلى إيران عمل في وزارة المالية. انتخب نائبا من دائرة خوي في الدورة الرابعة عشرة للمجلس الشورى الوطني عام 1943. انتخب أمين عام لحزب العدالة في 1944. بعد انتهاء نيابته، ألقي القبض عليه وسجن في عهد الوزارة أحمد قوام. وبعد الإفراج عن السجن، وسع أنشطته السياسية في حزب العدالة. عين نائبا من دائرة خوي في الدورة السادس عشر للمرة الثانية، يوليو 1949. مرض عندما كان سفير إيران في إيطاليا وتوفي بباريس عام 1966.